# Lachlan Wales
Lachlan Wales (Terrigal, 19 ottobre 1997) è un calciatore australiano, attaccante del Perth Glory.

## Caratteristiche tecniche
È un'ala sinistra.

## Carriera

### Club
Ha giocato nella prima divisione australiana.

### Nazionale
Nel 2021 viene convocato dalla nazionale olimpica australiana per prendere parte alle Olimpiadi di Tokyo. Debutta il 22 luglio in occasione dell'incontro contro l'Argentina.

## Statistiche
Statistiche aggiornate al 22 luglio 2021.

### Presenze e reti nei club
| Stagione        | Squadra         | Campionato      | Campionato | Campionato | Coppe nazionali | Coppe nazionali | Coppe nazionali | Coppe continentali | Coppe continentali | Coppe continentali | Altre coppe | Altre coppe | Altre coppe | Totale | Totale | Totale |
| Stagione        | Squadra         | Comp            | Pres       | Reti       | Comp            | Pres            | Reti            | Comp               | Pres               | Reti               | Comp        | Pres        | Reti        | Pres   | Reti   |        |
| --------------- | --------------- | --------------- | ---------- | ---------- | --------------- | --------------- | --------------- | ------------------ | ------------------ | ------------------ | ----------- | ----------- | ----------- | ------ | ------ | ------ |
| 2016-2017       | C.C. Mariners   | AL              | 1          | 0          | CA              | 0               | 0               |                    | -                  | -                  |             | -           | -           | 1      | 0      |        |
| 2017-2018       | C.C. Mariners   | AL              | 10         | 0          | CA              | 3               | 0               |                    | -                  | -                  |             | -           | -           | 13     | 0      |        |
| 2018-2019       | Melbourne City  | AL              | 26         | 3          | CA              | 3               | 0               |                    | -                  | -                  |             | -           | -           | 29     | 3      |        |
| 2019-2020       | Melbourne City  | AL              | 27         | 0          | CA              | 0               | 0               |                    | -                  | -                  |             | -           | -           | 27     | 0      |        |
| 2020-2021       | Western Utd     | AL              | 24         | 4          | CA              | 0               | 0               |                    | -                  | -                  |             | -           | -           | 24     | 4      |        |
| Totale carriera | Totale carriera | Totale carriera | 88         | 7          |                 | 6               | 0               |                    | -                  | -                  |             | -           | -           | 94     | 7      |        |